# Наум Гапковски
Наум Гапковски (на македонска литературна норма: Наум Гапковски) е инженер геолог от Северна Македония.

## Биография
Роден е като Наум Гапков на 1 март 1941 година в костурското село Въмбел, на гръцки Мосхохори, Егейска Македония, Гърция. В 1948 година по време на Гражданската война е изведен от Гърция като дете бежанец и се установява в Чехословакия, а след това в Полша, където учи. В 1956 година се заселва във Федеративна народна република Югославия. Завършва Рударско-геоложкия факултет на Белградския университет. Работи в „Геосонд“ в Белград. В 1968 година се установява в Скопие и преподава като професор в Строителния факултет на Скопския университет.
Автор е на много хидротехнически обекти, пътища, тунели и индустриални обекти.